# Johann Heinrich Alsted
Johann Heinrich Alsted (1588-1638) fou un filòsof alemany, famós per la seva obra Encyclopaedia Cursus Philosophici, on intentava reunir tot el saber filosòfic mundial, precedent del moviment de l'enciclopedisme de la Il·lustració. Influït per Ramon Llull, creia que amb aquestes obres era possible assenyalar les connexions mentals entre disciplines i així ensenyar els joves o membres d'altres cultures. A la seva obra magna adoptà un sistema d'ordenació sistemàtic, on cada branca del saber tenia un nombre i referències als autors més rellevants de la història. Publicà l'enciclopèdia en 7 volums amb un notable èxit a la seva època.